# Wir danken dir, Gott, wir danken dir
Wir danken dir, Gott, wir danken dir (BWV 29) ist eine geistliche Kantate von Johann Sebastian Bach. Er komponierte sie 1731 in Leipzig für die Ratswahl. Den Eingangschor arbeitete er später zum Gratias und Dona nobis pacem seiner h-Moll-Messe um.

## Anlass und Inhalt
Bach komponierte die Kantate 1731 in Leipzig zur Ratswahl. Diese Einführung des gewählten Stadtrats wurde regelmäßig am Montag nach St. Bartholomäus (24. August) in einem Gottesdienst begangen, der 1731 auf den 27. August fiel. Für diesen Anlass hatte er bereits im ersten Jahr Preise, Jerusalem, den Herrn und später Gott, man lobet dich in der Stille geschrieben. Entsprechend dem Anlass ist der Textinhalt Dank an Gott für das Gedeihen der Stadt, Bitte um künftigen Segen und Lobpreis seiner Macht.

## Besetzung und Aufbau
Die reiche Besetzung entspricht dem festlichen Anlass, es musizieren vier Solisten, Sopran, Alt, Tenor, Bass, vierstimmiger Chor, drei Trompeten, Pauken, zwei Oboen, Orgel, zwei Violinen, Viola und Basso continuo.
1. Sinfonia
2. Coro: Wir danken dir, Gott, wir danken dir
3. Aria (Tenor, Violin): Halleluja, Stärk und Macht
4. Recitativo (Bass): Gottlob! es geht uns wohl!
5. Aria (Soprano, Oboe, Streicher): Gedenk an uns mit deiner Liebe
6. Recitativo (Alt, Chor): Vergiß es ferner nicht, mit deiner Hand
7. Aria (Alt): Halleluja, Stärk und Macht
8. Choral: Sei Lob und Preis mit Ehren

## Musik
Die Kantate ist eine der wenigen geistlichen Kantaten mit einer einleitenden instrumentalen Sinfonia. Diese ist eine Bearbeitung des Preludio aus Bachs Partita E-Dur für Violine, BWV 1006. Die Orgel übernimmt den virtuosen Solopart, das Orchester hat Begleitfunktion.
Der Eingangschor, der den zweiten Vers von Psalm 75 vertont, ist im stile antico geschrieben. Der Bass beginnt ein Thema von großartiger Einfachheit in gleichmäßigen Schritten, das bereits nach einem Takt vom Tenor imitiert wird. Der Alt tritt nach zwei weiteren Takten hinzu, der Sopran nur einen Takt später. Dadurch entsteht ein dichtes Stimmgefüge. Das bewegtere Kontrasubjekt hebt die Worte verkündigen und Wunder hervor. Anfangs spielen nur die Oboen und Streicher colla parte mit den Stimmen. Als Steigerung verstärkt eine Trompete den Sopran, dann beteiligen sich zwei Trompeten mit eigenen Themeneinsätzen an der Polyphonie, bis mit dem Einsatz der dritten Trompete und der Pauken das Werk einen Höhepunkt erreicht. Bach brauchte nur wenig zu ändern, um die Musik 1733 zum Gratias im Gloria seiner h-Moll-Messe zu benutzen, das den gleichen Inhalt ausdrückt. Später setzte er die Musik auch als Dona nobis pacem ein, um sein Werk zu beschließen.
In der folgenden Da-capo-Arie sind der Tenor, die Solo-Violine und das Continuo gleichwertige Partner.
Die Sopran-Arie, begleitet von Oboe und Streichern, ist im Siciliano-Rhythmus. Das Continuo schweigt während der gesungenen Abschnitte, eine bei Bach häufiger wiederkehrende Illustration der „grundlosen“ Liebe Gottes.
Nach einem Rezitativ, das zu einem Amen aller Stimmen führt, wiederholt der Alt den Hauptteil der Tenor-Arie, diesmal von der Orgel begleitet. Ein solches Wiederaufgreifen von Thema (3 und 6) und Instrument (1 und 6) ist ungewöhnlich in Bachs Kantaten.
Im abschließenden Choral, der fünften Strophe von Johann Gramanns Nun lob, mein Seel, den Herren, akzentuiert der Trompetenchor einige Zeilenschlüsse.

## Einspielungen
LP/CD
- J. S. Bach: Das Kantatenwerk - Sacred Cantatas Vol. 2, Nikolaus Harnoncourt, Wiener Sängerknaben & Chorus Viennensis, Concentus Musicus Wien, Knabensopran der Wiener Sängerknaben, Paul Esswood, Kurt Equiluz, Max van Egmond, Teldec, 1974.
- J. S. Bach: Wir danken dir, Gott. Philippe Herreweghe, Collegium Vocale Gent, Deborah York, Ingeborg Danz, Mark Padmore, Peter Kooij. Harmonia Mundi France, 1999.
- J. S. Bach: Complete Cantatas Vol. 20. Ton Koopman, Amsterdam Baroque Orchestra & Choir, Sandrine Piau, Bogna Bartosz, James Gilchrist, Klaus Mertens. Antoine Marchand, 2003.
- J. S. Bach: Cantatas. Nikolaus Harnoncourt, Arnold Schoenberg Chor, Concentus Musicus Wien, Christine Schäfer, Bernarda Fink, Werner Güra, Christian Gerhaher. Deutsche Harmonia Mundi, 2007.

DVD
- Wir danken dir, Gott, wir danken dir. Kantate BWV 29. Rudolf Lutz, Chor und Orchester der J. S. Bach-Stiftung, Julia Sophie Wagner (Sopran), Roswitha Müller (Alt), Bernhard Berchtold (Tenor), Fabrice Hayoz (Bass). Samt Einführungsworkshop sowie Reflexion von Meinrad Walter. Gallus Media, 2014.